# Goat Canyon Trestle
Goat Canyon Trestle ist die weltweit größte, im Grundriss gebogene Trestle-Brücke aus Holz. 1919 erklärte die San Diego and Arizona Eastern Railway den Bau der „unmöglichen Eisenbahn“ für vollendet. Diese führte durch Niederkalifornien, den östlichen Teil des San Diego Countys und endete im Imperial Valley. Im Jahr 1932 stürzte einer der vielen Tunnel durch die Carrizo Gorge ein, was zum Bau einer großen Trestle führte.
Der Bau der Brücke wurde 1933 vollendet. Wegen der starken Temperaturunterschiede in der Carrizo Gorge zog man die Verwendung von Holz dem Metall als Baumaterial vor. Im Jahr 2008 wurde die Nutzung der Brücke für den Eisenbahnverkehr beendet.

## Hintergrund
Unter der Leitung von John D. Spreckels begann 1907 der Bau der San Diego and Arizona Eastern Railroad. Dieser wurde auf Bitten von Präsident Theodore Roosevelt durch Edward Henry Harriman unterstützt. Weil die Strecke Wüste und Gebirge durchquerte, nannten die Ingenieure sie „unmögliche Strecke“. 1919 wurde die Strecke fertiggestellt und verband San Diego mit dem Imperial Valley, teilweise durch Mexiko. Vor dem Bau der Eisenbahn bestand die einzige Eisenbahnverbindung nach San Diego vom Norden aus, über Los Angeles und war erst Ende des 19. Jahrhunderts fertiggestellt worden. Die neue Eisenbahn stellte eine Verbindung zur Southern Pacific Railroad her, statt nördlich mit der Atchison, Topeka and Santa Fe Railway. Zunächst war die bedeutendste Brücke der Strecke das 100 m lange und 61 m hohe Campo Creek Viaduct.

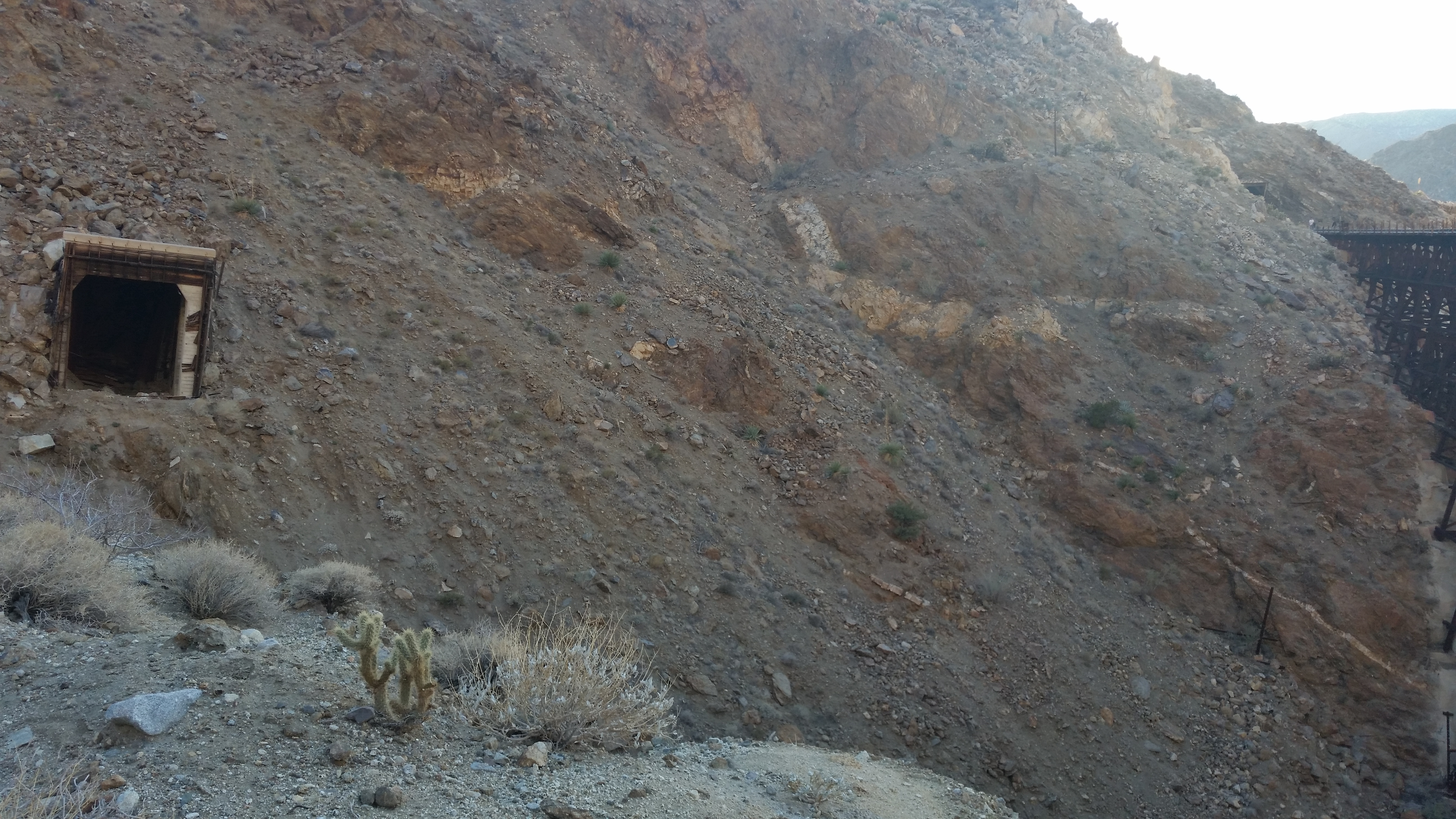
Nordportal des eingestürzten Tunnels (Tunnel 15)

Die SD&AE musste eine Reihe von Schwierigkeiten hinnehmen, die zur zeitweiligen Schließung der Bahnstrecke führten, darunter Tunneleinstürze und Steinschlag. Einer dieser Zwischenfälle war im März 1932 der Einsturz von Tunnel Nummer 15 infolge eines Erdbebens. Die Reste des Tunnels sind noch vorhanden.

## Geschichte
Nach dem Einsturz von Tunnel 15 wurde zur Umgehung die Trestlebrücke gebaut. Der Bau begann noch 1932 und erfolgte in Teilstücken, die am Boden der Schlucht montiert und dann in ihre Position gehoben wurden. Fertiggestellt wurde die Brücke 1933, und die Bahnstrecke erhielt dadurch eine neue Streckenführung. Als Baumaterial wurde Bauholz aus Mammutbäumen verwendet, dasselbe Holz, das für die Schwellen auf der ganzen Strecke verwendet worden war. Man nutzte Holz, weil die starken Temperaturunterschiede zur Ermüdung einer Stahlbrücke geführt hätten. Die Kurve beträgt 14°.

Landschaft nördlich der Brücke, mit dieser im Hintergrund rechts

1951 endete der planmäßige Personenverkehr über die Brücke, doch der Güterverkehr wurde noch fortgesetzt, wenn die Strecke nicht gerade wegen Beschädigungen unterbrochen war. 1976 wurden die Brücke und Teile der Strecke durch Hurrikan Kathleen beschädigt, und die Instandsetzungen wurden erst 1981 vollendet. Die Nutzung der Bahnstrecke wurde 1983 erneut beendet, weil erneut Tunnel einstürzten. Die Instandsetzung wurde erst 2003 fortgesetzt. Während des Cedar Fire von 2003 beteiligten sich die Arbeiter, die wegen der Erneuerung der Strecke vor Ort waren, an Löscharbeiten von Feuern, die unweit der Strecke mutwillig gelegt worden waren.
Nach der Beendigung der Reparaturen 2004 wurde der Betrieb durch die Carrizo Gorge Railway wieder aufgenommen. Das Pacific Southwest Railway Museum führt von Campo aus Ausflugsfahrten auf der Strecke durch. 2008 wurde die Desert Line einschließlich von Gleisabschnitten nördlich von Mexiko auf unbestimmte Zeit für Instandsetzungen geschlossen, womit der kommerzielle Verkehr auf der Strecke erneut endete. Anfang 2017 kollabierte Tunnel Nummer 6, wodurch die Strecke unterbrochen wurde. Im Januar 2018 begutachtete die Baja California Railroad die Strecke, um den Betrieb wieder aufzunehmen. Die Trestle-Brücke ist ein beliebtes Wanderziel.

## Nachbauten
Ein Nachbau der Brücke im Maßstab H0 ist im San Diego Model Railroad Museum zu sehen. Er hat eine Höhe von 1,8 m und eine Länge von 3,0 m. Das Modell ist aus dem Jahr 1941. Im selben Museum ist auch ein Modell in Spur N vorhanden, das auf einer 1855 vermessenen, unrealisierten Streckenführung beruht.